# Petropedetes newtoni
Petropedetes newtoni é uma espécie de anfíbio da família Petropedetidae.
Pode ser encontrada nos seguintes países: Camarões, Guiné Equatorial, Gabão e possivelmente na Nigéria.
Os seus habitats naturais são: florestas subtropicais ou tropicais húmidas de baixa altitude, rios e áreas rochosas.
Está ameaçada por perda de habitat.
Foi nomeada pelo naturalista português José Vicente Barbosa du Bocage.